# Brachystephanus (animal)
Brachystephanus es un mamífero de pequeño tamaño perteneciente al orden Notoungulata, hallado en la Formación Divisadero Largo de la provincia de Mendoza, Argentina. Pertenece al Divisaderense y se lo ha relacionado con otros notoungulados del Paleoceno-Eoceno como Colbertia, Allalmeia y Xenostephanus